# Love the Way You Lie
"Love the Way You Lie" je pjesma američkog repera Eminema. Objavljena je tijekom lipnja 2010. godine kao drugi singl s njegovog sedmog studijskog albuma Recovery. U pjesmi gostuje barbadoška R&B pjevačica Rihanna. Producent pjesme je Alex da Kid, dok su pjesmu napisali sami Rihanna i Eminem.

## Popis pjesama
Digitalni download
1. "Love The Way You Lie" – 4:23

Promotivni CD singl
1. "Love The Way You Lie" – 4:23

## Nastavak
Eminem i Rihanna snimili su nastavak pjesme "Love the Way You Lie" u kojem Rihanna ima ulogu vodećeg vokala, sa sagledavanjem stvari iz ženske perspektive. Za MTV Rihanna je rekla da je u početku bila "jako protiv" snimanja nastavka pjesme te je "osjećala da original ne može biti nadmašen". Ipak, naposljetku pristala je snimiti "Love the Way You Lie Part II". Pjesma se pojavljuje na njenom petom studijskom albumu Loud.

## Top liste
| Top liste (2010.)       | Najviša pozicija |
| ----------------------- | ---------------- |
| Australija              | 1                |
| Austrija                | 1                |
| Belgija (Flandrija)     | 1                |
| Belgija (Valonija)      | 1                |
| Češka                   | 2                |
| Danska                  | 1                |
| Europa                  | 1                |
| Finska                  | 1                |
| Irska                   | 1                |
| Kanada                  | 1                |
| Nizozemska              | 4                |
| Norveška                | 1                |
| Novi Zeland             | 1                |
| Rusija                  | 1                |
| SAD (Billboard Hot 100) | 1                |
| SAD (Pop Songs)         | 1                |
| SAD (Rap Songs)         | 1                |
| Slovačka                | 1                |
| Švedska                 | 1                |
| Švicarska               | 1                |
| Ujedinjeno Kraljevstvo  | 2                |

## Povijest objavljivanja
| Država | Datum            | Format             |
| ------ | ---------------- | ------------------ |
| SAD    | 14. lipnja 2010. | airplay            |
| SAD    | 21. lipnja 2010. | digitalni download |